# Tesouro do mérito
O tesouro do mérito ou tesouro da Igreja (thesaurus ecclesiae; em grego:  θησαυρός, thesaurós, tesouro; em grego:  ἐκκλησία, ekklēsía‚ congregação, comunidade) consiste, segundo a crença católica, nos méritos de Jesus Cristo e de seus fieis, em um tesouro que, por causa da comunhão dos santos, beneficia também a outros. Segundo o Dicionário Westminier de Termos Teológicos, esta crença católica é uma maneira de expressar a visão de que as boas obras feitas por Jesus e outros podem beneficiar outras pessoas e "os teólogos católicos contemporâneos vêem isso como uma metáfora de maneiras pelas quais a fé de Cristo e dos santos ajuda os outros".
Na doutrina da justiça imputada de Filipe Melâncton, é por causa do mérito alheio de Cristo que um crente é declarado justo por Deus.